# 岩生紫堇
岩生紫堇（学名：Corydalis petrophila），为罂粟科紫堇属下的一个植物种。